# Upplands runinskrifter Fv1992;159A
Upplands runinskrifter Fv1992;159A är ett vikingatida runstensfragment av mörkgrå grovkornig granit vid Mariakyrkan, Sigtuna och Sigtuna kommun. Fragmentet rapporterades som funnet 1990 och är inmurat i Gernerska gravkoret. Troligen är fragmentet 35 gånger 15 centimeter stort.
I Gernerska gravkoret finns också runstensfragmentet U 381 inmurat.

## Inskriften
Translitterering av runraden:
... at × or... ...
Normalisering till runsvenska:
... at Or[m](?) ...
Översättning till nusvenska:
... efter Orm(?) ...